# Чиперазау (перевал)

Українські альпіністи на перевалі Чиперазау

Чиперазау (груз. ჭვიბერაზაუ) — гірський перевал на Західному Кавказі в Приельбруссі (границя району Узункол та Приельбрусся) на Головному Кавказькому хребті. Висота 3264 м. Перевал розташований між Кабардино-Балкарією та Сванетією (Грузія). Перевал поєднує ущелину Баксан і ущелину річки Ненскра (льодовик Чипер-Азау (р. Азау) — р.Ненскра).
Категорія 1А (влітку).